# 塙陽子
塙 陽子（はなわ ようこ、1930年10月2日 - ）は、日本の法学者。元摂南大学教授。博士（法学）（九州大学、1996年）。専門は民法。兵庫県姫路市出身。

## 略歴

### 学歴
- 1953年：神戸大学法学部卒業

### 職歴
- 1953年：神戸大学法学部助手
- 1957年：神戸大学法学部専任講師
- 1963年：神戸大学法学部助教授
- 1979年：京都産業大学法学部教授[1]
- 1987年4月：摂南大学国際言語文化学部教授
- 1988年4月：摂南大学法学部教授（私法教室、1995年3月まで）[2]

## 著書

### 単著
- 『家族法』（嵯峨野書院、1989年）
- 『家族法の諸問題』（上・下）（信山社出版、1995年）
- 『イスラム家族法-研究と資料　1.-』<SBC学術文庫>（信山社出版、1999年）
- 『イスラム家族法-研究と資料　2.マグレブ諸国およびセネガル-』<SBC学術文庫>（信山社出版、1999年）

### 編著
- 『新版　注釈民法（25）　親族（5）-親権・後見・保佐及び扶助・扶養-』（有斐閣、2004年）

### 共著
- 千葉正士編『アジアにおけるイスラーム法の移植』（（湯浅道男教授還暦記念）、成文堂、1997年）
- 『コクリコのうた』（塙浩との共著、信山社出版、2004年）